# Allisson Lozano
 (novembre 2013).
Si vous disposez d'ouvrages ou d'articles de référence ou si vous connaissez des sites web de qualité traitant du thème abordé ici, merci de compléter l'article en donnant les références utiles à sa vérifiabilité et en les liant à la section « Notes et références ».
Allisson Marian Lozano Nunez plus connue sous le pseudonyme d'Allisson Lozz, née le 1er août 1992 à Chihuahua, est une actrice et chanteuse mexicaine. Elle est surtout connue pour son rôle de Diana Lozano dans le feuilleton mexicain Misión S.O.S. et son rôle de Bianca Delight Abril dans Rebelde.

## Carrière artistique
Elle commence sa carrière dans Código F.A.M.A., une émission de télé-réalité produite par Televisa au Mexique en 2001. En 2003 et en 2004, elle participe à deux projets de Televisa : las telenovelas Alegrijes y Rebujos et Misión S.O.S.. À la fin de ces projets, elle participe à un projet à court terme : La energía de Sonric'slandia en 2005.
Dans la même année, elle est invitée à participer à la deuxième saison de la production Rebelde où elle joue le rôle de Bianca Delight.
Immédiatement après la fin de la telenovela Rebelde (qui en était à sa troisième saison), Allison Lozano est incorporée dans un autre de la télévision, Las Dos Caras de Ana en 2006.
Elle participe à l'enregistrement de quatre disques pour enfants, à des publicités télévisées, à quelques épisodes de la série Vecinos et dans la série RBD: La familia.
À la fin août 2007, elle est choisie pour jouer son premier rôle principal dans S.O.S., la version mexicaine de Muneca Brava.
Avec ce personnage, elle est appelée par Carlos Moreno Laguillo pour jouer dans le remake de la chaîne telenovela Cadenas de amargura, En nombre del amor.  Apparemment, c'est son dernier rôle car elle dit alors qu'elle renonce à la télévision.

## Filmographie

### Telenovela
| Année     | Titre                    | Personnage                                                             | Chaîne   |
| --------- | ------------------------ | ---------------------------------------------------------------------- | -------- |
| 2003-2004 | Alegijes y Rebujos       | Allison Rebolledo                                                      | Televisa |
| 2004-2005 | Misión S.O.S             | Diana Lozano                                                           | Televisa |
| 2005-2006 | Rebelde                  | Bianca Delight Abril                                                   | Televisa |
| 2006-2007 | Las dos caras de Ana     | Paulina Gardel Durán                                                   | Televisa |
| 2007-2008 | Al diablo con los guapos | Milagros "Mili" Belmonte Ramos (Personnage principal)                  | Televisa |
| 2008-2009 | En nombre del amor       | Paloma Gamboa Espinoza de los Monteros de Sáenz (Personnage principal) | Televisa |

### Programmes TV
- 2002 : Código F.A.M.A. : Elle-même (candidat)
- 2005 : La energía de Sonric'slandia
- 2006 : Vecinos : Brenda (1 épisode)
- 2006 : Amor mío
- 2007 : Objetos Perdidos : Caractère différents
- 2007 : RBD: La familia : Bárbara (1 épisode)
- 2007 : 50 años de la telenovela: Mentiras y verdades : Invitée
- 2008 : La rosa de Guadalupe : Kika (rôle)

## Discographie
- Misión S.O.S. Especial de Navidad
- Misión S.O.S
- Disco Alegrije
- Disco Rebujo
- Navidad Alegrije
- Navidad Rebujo
- Código F.A.M.A.
- Proyecto Estrella